# Demons & Wizards
Demons & Wizards var ett power metal-projekt primärt bestående av sångaren från Blind Guardian, Hansi Kürsch, och gitarristen från Iced Earth, Jon Schaffer. All musik skrivs av Schaffer och texterna skrivs av Kürsch.
Syftet med projektet är att blanda Iced Earths mörka melodier med Blind Guardians kraftiga sång i ett gemensamt sound. Medlemmarna hävdar själva att projektets namn kommer från Iced Earths "demon-sound" och Blind Guardians "trollkarls-sound".

## Upplösning
Den 6 januari 2021 fotograferades gitarristen Jon Schaffer bland demonstranterna som stormade USA:s Capitol-byggnad i Washington, DC  Efter att ha dykt upp på den mest eftersökta delen av FBI:s webbplats,  Schaffer gav sig in den 17 januari och hålls för närvarande på sex anklagelser.  Century Media tappade bandet från sin lista två dagar efter att Jon Schaffer lämnade in sig.  Den 1 februari 2021 meddelades att sångaren Hansi Kürsch hade lämnat bandet och uppgav att hans samarbete med Jon Schaffer är över. 

## Medlemmar
Senaste medlemmar
- Hansi Kürsch – sång (1997– )
- Jon Schaffer – gitarr, basgitarr (studio) (1997– )

Turnerande medlemmar
- Oliver Holzwarth – basgitarr (2000)
- Ritchie Wilkison – sologitarr (2000, i Europa)
- Richard Christy – trummor (2000)
- Marcus Siepen – basgitarr (2019–)
- Frederik Ehmke – trummor (2019–)
- Jake Dreyer – sologitarr (2019–)
- Joost van den Broek – keyboard (2019–)
- Marjan Welman – bakgrundssång (2019–)
- Marcela Bovio – bakgrundssång (2019–)

Bidragande musiker (studio)
- Robert "Bobby" Jarzombek – trummor
- Rubin Drake – basgitarr
- Jim Morris – sologitarr
- Mark Prator – trummor
- Howard Helm – piano, bakgrundssång
- Kathy Helm – bakgrundssång
- Tori Fuson – bakgrundssång
- Jesse Morrison – bakgrundssång
- Krystyna Kolaczynski – cello

## Diskografi
Studioalbum
- 1999 – Demons & Wizards
- 2005 – Touched by the Crimson King
- 2020 – III

Singlar
- 2019 – "Diabolic"
- 2020 – "Midas Disease"